# Sabicea subinvolucrata
Sabicea subinvolucrata är en måreväxtart som beskrevs av Herbert Fuller Wernham. Sabicea subinvolucrata ingår i släktet Sabicea och familjen måreväxter.
Artens utbredningsområde är Peru. Inga underarter finns listade i Catalogue of Life.